# Past Lives (film)
Pour les articles homonymes, voir Past Lives.
Pour plus de détails, voir Fiche technique et Distribution.
Past Lives – Nos vies d'avant (Past Lives) est un film américain réalisé par Celine Song et sorti en 2023. Il s'agit du premier film de la réalisatrice, qui écrit également le scénario. Il met en vedette Greta Lee, Teo Yoo et John Magaro.
Il est présenté en avant-première mondiale au festival du film de Sundance 2023.

## Ecriture
L’histoire du film est inspirée en partie par la vie de la réalisatrice. En effet, Song parle notamment d’une scène qu’elle a vécu :  « J’étais assise à un bar entre mon mari, avec qui je vis à New York, et mon amour d’enfance qui était venu me rendre visite. » « Je me chargeais de la traduction entre ces deux personnes, et je me suis rendue compte que je faisais aussi la traduction entre ces deux parties de moi-même. Ils connaissaient chacun une partie de moi que l’autre ne connaissait pas. Une version de moi-même que l’un ou l’autre n’appréhendera jamais véritablement. »

## Synopsis
En Corée du Sud (à 12 ans), Na Young et Hae Sung sont deux amis d'enfance profondément liés. Elle veut décrocher le Nobel de littérature, il la console quand elle est triste. Leur béguin naissant cesse brusquement quand la famille de Na Young émigre au Canada.
Douze ans plus tard (à 24 ans), elle est devenue Nora, jeune écrivaine à New York, tandis que Hae Sung est un ingénieur qui termine son long service militaire. Ils renouent par Internet et partagent plusieurs semaines de discussions quotidiennes que Nora interrompt brusquement car ils ne pourraient se revoir avant des années. Quelques années plus tard, Nora épouse un new-yorkais.
Douze ans encore plus tard (à 36 ans), ils sont réunis pour une semaine fatidique, le temps d'un séjour new-yorkais de Hae Sung, et les trois affrontent les notions d'amour et de destin.

## Fiche technique
Sauf indication contraire, les informations mentionnées dans cette section peuvent être confirmées par la base de données cinématographiques IMDb,  présente dans la section « Liens externes ».
- Titre français : Past Lives – Nos vies d'avant
- Titre original : Past Lives
- Réalisation et scénario : Celine Song
- Photographie : Shabier Kirchner (en)
- Montage : Keith Fraase
- Musique : Christopher Bear, Daniel Rossen
- Costumes : Katina Danabassis
- Production :
- Direction artistique : Alan Lampert
- Pays de production :  États-Unis
- Langue originale : anglais
- Format : couleur
- Genre : drame, Anti-romance
- Durée : 106 minutes
- Dates de sortie :
  - États-Unis : 21 janvier 2023 (festival de Sundance)
  - France : 13 décembre 2023

## Distribution
- Greta Lee (VQ : Eve Mangin) : Na Young / Nora
- Teo Yoo (VQ : Albert Kwan) : Hae Sung
- John Magaro (VQ : Éric Paulhus) : Arthur
- Moon Seung-ah : Nora, jeune
- Seung Min Yim : Hae Sung, jeune
- Ji Hye Yoon : la mère de Nora
- Won Young Choi : le père de Nora
- Ahn Min-Young : la mère de Hae Sung
- Seo Yeon-Woo : Si Young, la soeur de Na Young
- Jonica T. Gibbs : Janice

## Production
En janvier 2020, il a été annoncé que Choi Woo-sik jouerait dans le film, avec Celine Song sur le point de réaliser un scénario qu'elle a écrit, avec A24 sur le point de produire et de distribuer aux côtés de Killer Films et CJ ENM. En août 2021, Greta Lee, Teo Yoo et John Magaro ont rejoint le casting du film, Yoo remplaçant Choi Woo-sik.

## Sortie
Il a eu sa première mondiale au Festival du film de Sundance 2023 le 21 janvier 2023. Il est aussi diffusé au Berlinale, le 19 février 2023.
Il fait office de film d’ouverture pour le Seattle International Film Festival de l’édition 2023.
Il est également projeté au Festival International du film de Busan, comme faisant partie de la section « Exposition spéciale coréenne-américaine : la diaspora coréenne » le 5 octobre 2023.

## Accueil critique
Sur le site Web de l'agrégateur de critiques Rotten Tomatoes, le film a un taux d'approbation de 95% basé sur 314 critiques, avec une note moyenne de 9,1/10. Sur Metacritic, le film a une moyenne pondérée de 94 sur 100 basée sur 52 critiques, indiquant une « reconnaissance universelle ». ABC News dit que le film a été acclamé par le public.

### Box-office
Le film a rapporté 11,2 millions de dollars aux Etats-Unis et au Canada et 31,3 millions de dollars dans les autres territoires, pour un total mondial de 42,5 millions de dollars.

## Distinctions

### Nominations
- BAFTA 2024 :
  - Meilleur film en langue étrangère
  - Meilleur acteur pour Teo Yoo
  - Meilleur scénario original pour Celine Song
- Golden Globes 2024 : 
  - Meilleur film dramatique
  - Meilleure réalisation
  - Meilleur scénario
  - Meilleure actrice dans un film dramatique
  - Meilleur film en langue étrangère
- Oscars 2024 :
  - Meilleur film
  - Meilleur scénario original

### Sélections
- Festival du film de Sundance 2023 : sélection hors compétition
- Berlinale 2023 : sélection officielle